# Lucas Hoyos
Lucas Adrián Hoyos (Guaymallén, 29 aprile 1989) è un calciatore argentino, portiere del Newell's Old Boys.

## Carriera
È cresciuto nelle giovanili del Newell's Old Boys. Ha esordito nella massima divisione argentina il 20 novembre 2014 in occasione del match perso 1-0 contro il Defensa y Justicia.